# Brugse stadspoorten
De stadspoorten van Brugge werden gebouwd in drie fasen: de eerste maal tijdens de eerste helft van de 9e eeuw, bij de versterking van de huidige Burg, de tweede maal in 1127-1128, tijdens de aanleg van de eerste stadsomwalling rond Brugge (met onder andere de huidige binnenreien), en de derde maal in 1297, bij de aanleg van de tweede en grotere omwalling rond de stad.

## Omwalling Burg
- Westpoort, bij de Hofbrug over de Reie in de huidige Breidelstraat;
- Oostpoort, bij de Hoogstraat;
- Zuidpoort, bij de huidige Blinde-Ezelstraat;
- Noordpoort, waarschijnlijk te situeren bij de Philipstockstraat.

## Eerste stadsomwalling

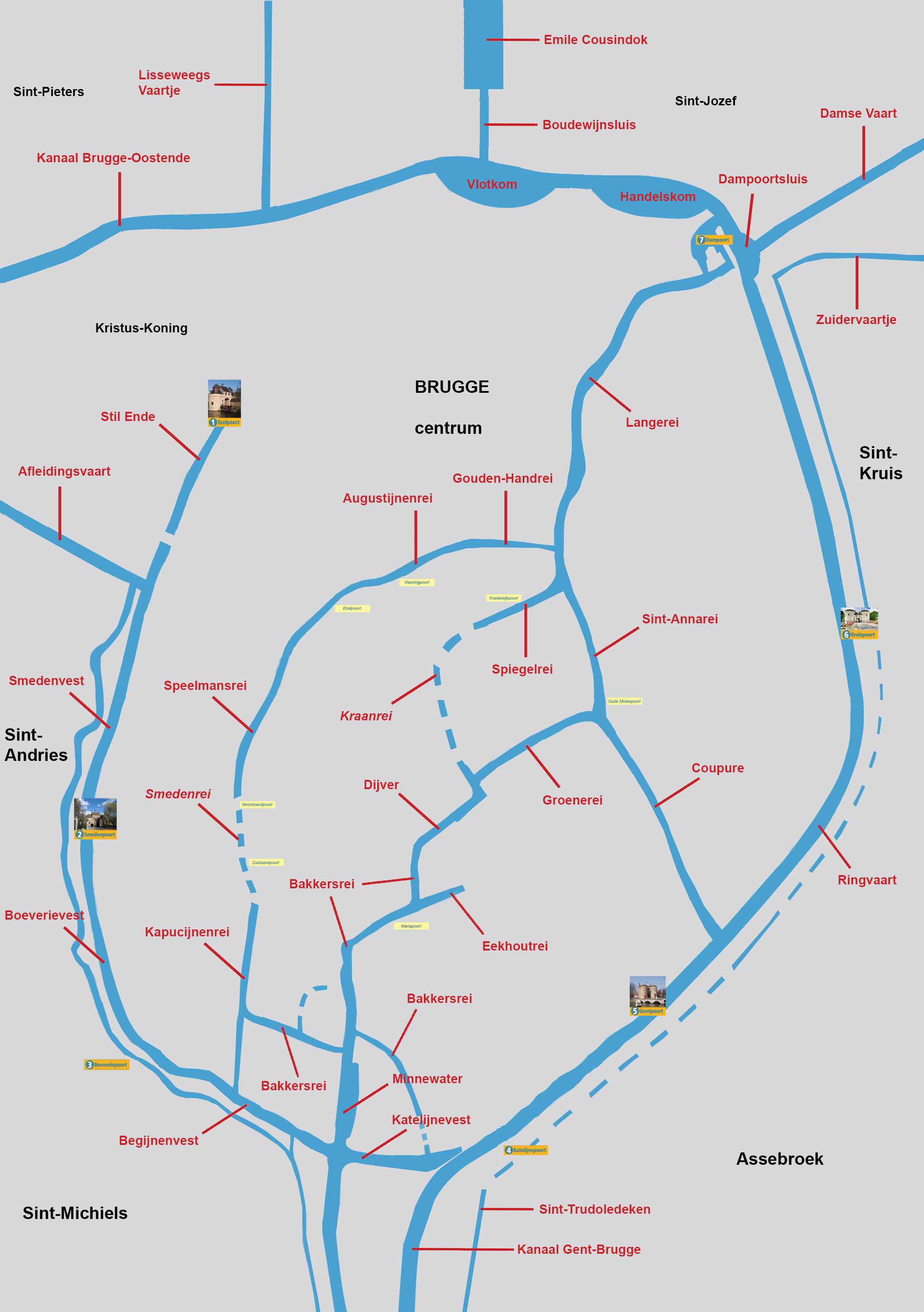
Situering van de stadspoorten aan de eerste omwalling (de huidige binnenreien) en de poorten aan de tweede omwalling.

- Noordzandpoort, aan het einde van de Noordzandstraat: verbinding met Gistel, Oudenburg, Ieper, Rijsel;
- Zuidzandpoort, aan het einde van de Zuidzandstraat: verbinding met Gistel, Oudenburg, Ieper, Rijsel;
- Ezelpoort of Sint-Jacobspoort, aan het einde van de Sint-Jakobsstraat: verbinding met de Kust en de Polderstreek;
- Vlamingpoort, aan het einde van de Vlamingstraat: verbinding met de Kust en de Polderstreek;
- Koetelwijkpoort, aan de huidige Koningsbrug over de Spiegelrei: mogelijk verbinding met Damme;
- Oude Molenpoort, aan het einde van de Hoogstraat: verbinding met Aardenburg en vermoedelijk ook Antwerpen;
- Mariapoort, aan het einde van de Mariastraat: verbinding met Gent en Kortrijk.

In teksten uit de 13e eeuw worden deze poorten vernoemd zonder vermelding van details. Er zijn evenmin afbeeldingen van deze gebouwen.

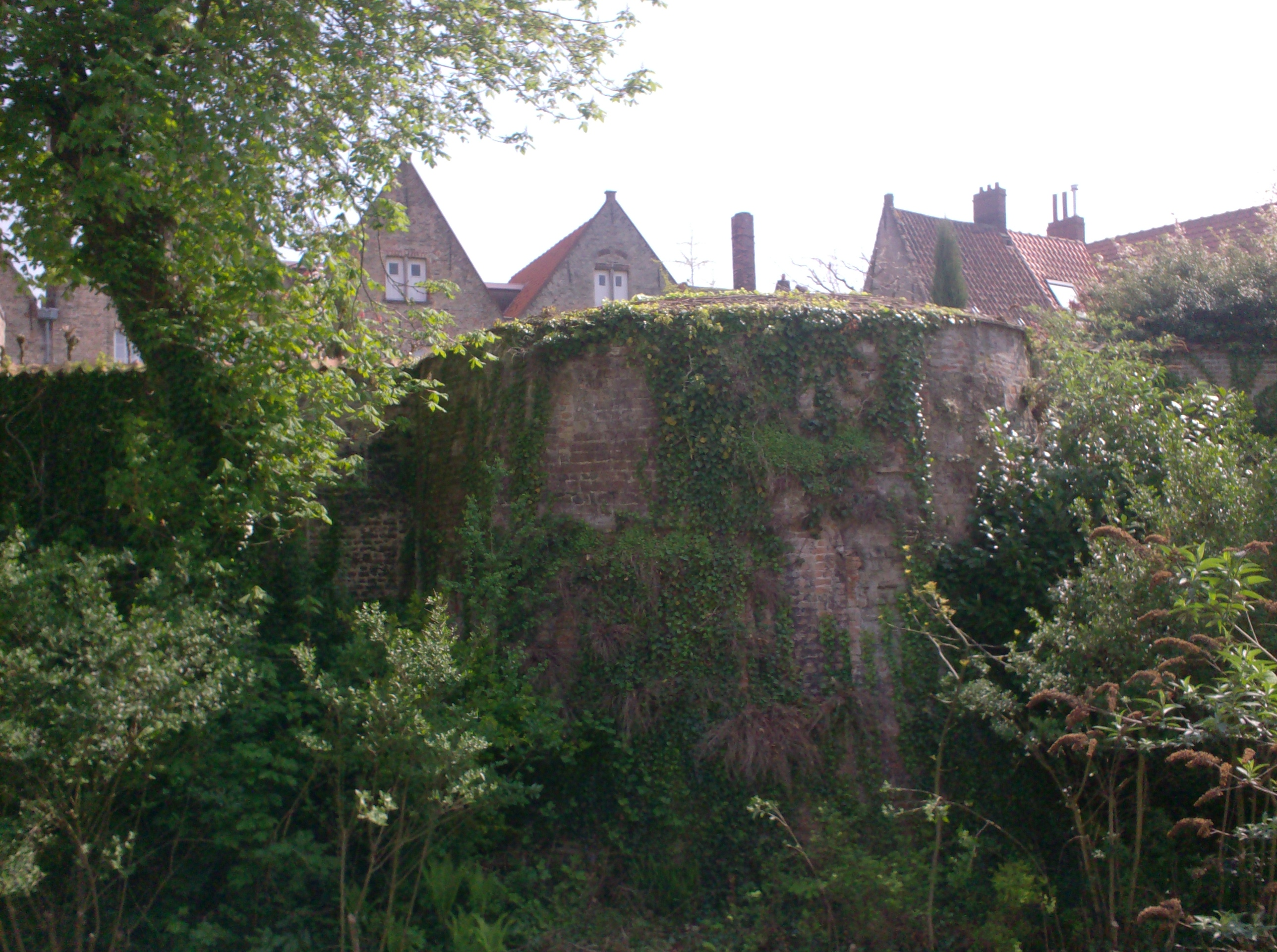
Toren van de eerste stadsomwalling aan de huidige Augustijnenrei.

## Tweede stadsomwalling
1. Ezelpoort, aan het einde van de Ezelstraat: verbinding met de Kust en de Polderstreek;
2. Smedenpoort, aan het einde van de Smedenstraat: verbinding met Gistel, Oudenburg;
3. Boeveriepoort, aan het einde van de Boeveriestraat: verbinding met Diksmuide, Ieper, Rijsel;
4. Katelijnepoort, aan het einde van de Katelijnestraat: verbinding met Kortrijk;
5. Gentpoort, aan het einde van de Gentpoortstraat: verbinding met Gent;
6. Kruispoort, aan het einde van de Langestraat: verbinding met Aardenburg en vermoedelijk ook Antwerpen;
7. Dampoort, aan het einde van de Langerei en Potterierei: verbinding met Damme en Sluis; → aanvankelijk 3 poorten:

- Sint-Nikolaaspoort: verbinding met Koolkerke;
- Sint-Leonarduspoort: verbinding met Dudzele;
- Spejepoort: verbinding met Damme.

De Dampoort, de Boeveriepoort en de Katelijnepoort zijn verdwenen; resten nu dus nog enkel de Smedenpoort, de Ezelpoort, de Gentpoort en de Kruispoort.

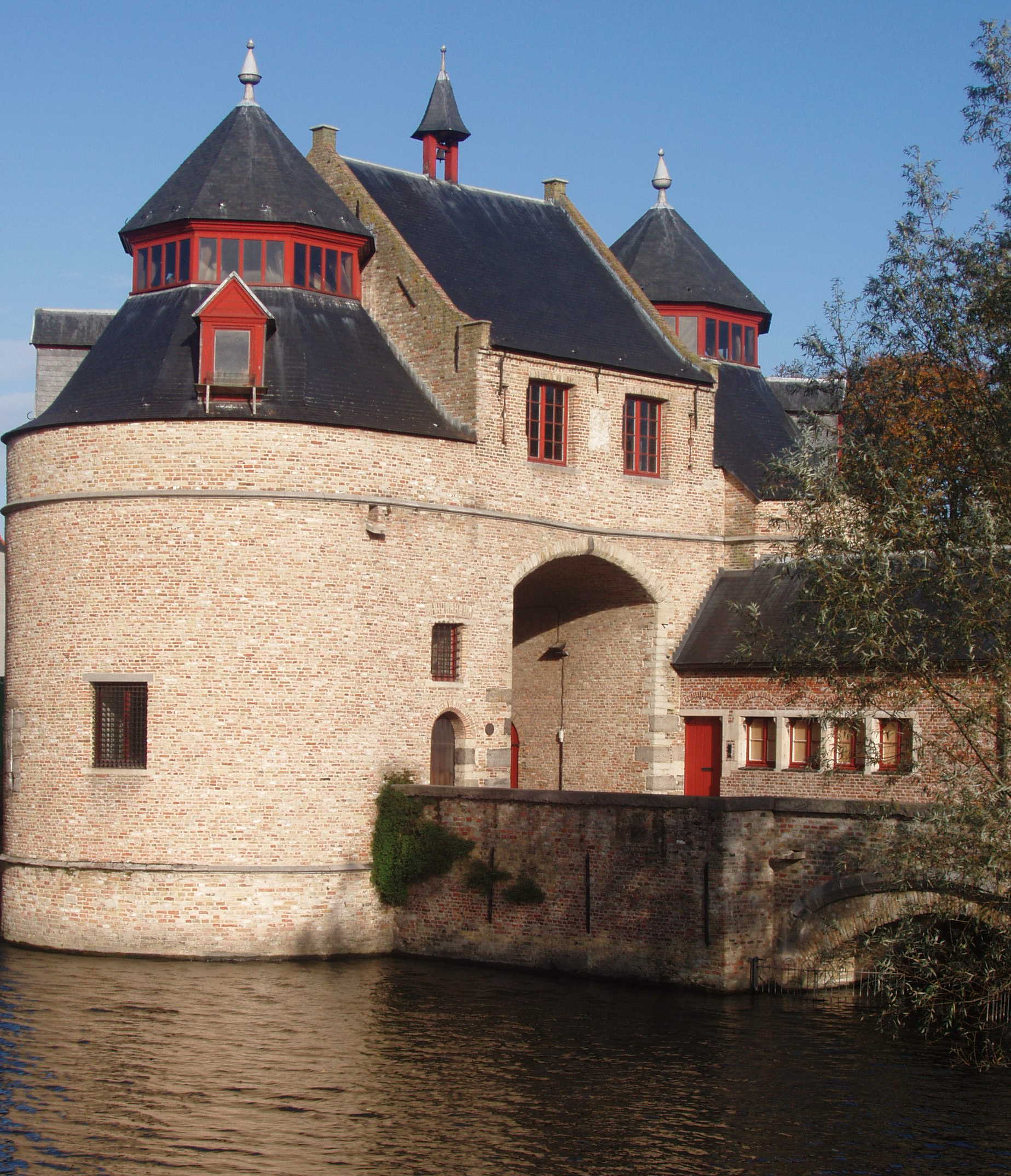
Ezelpoort
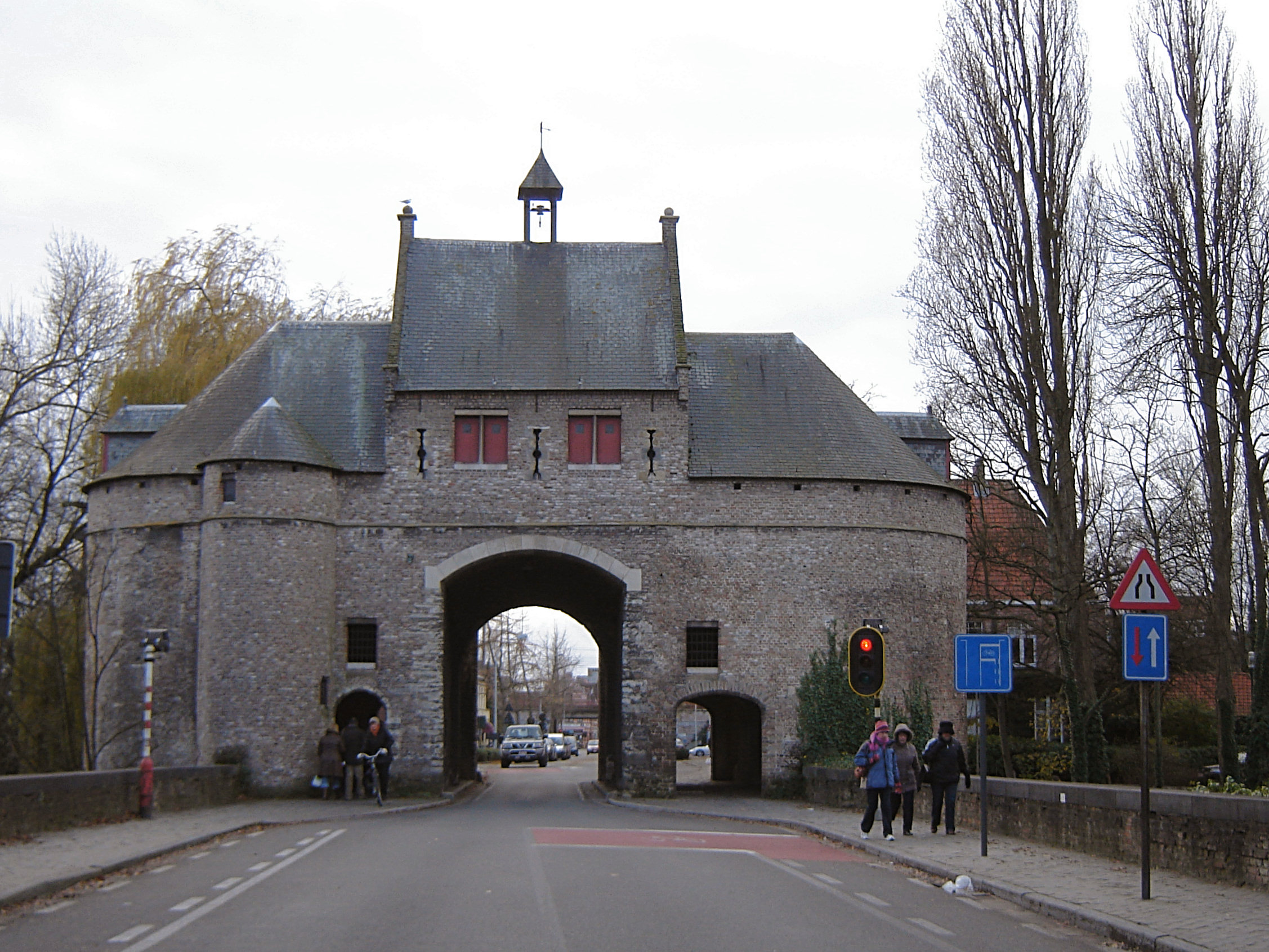
Smedenpoort
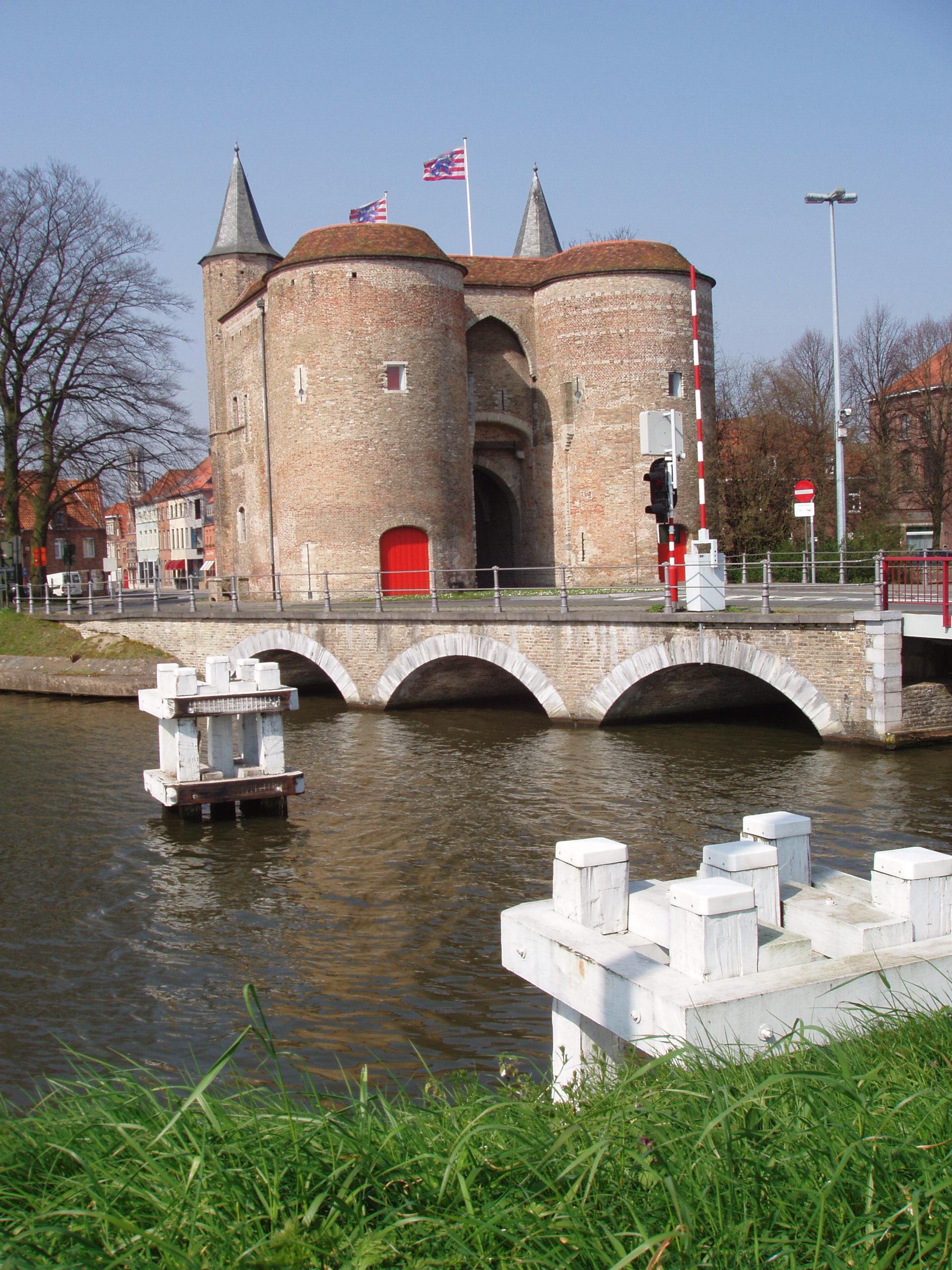
Gentpoort
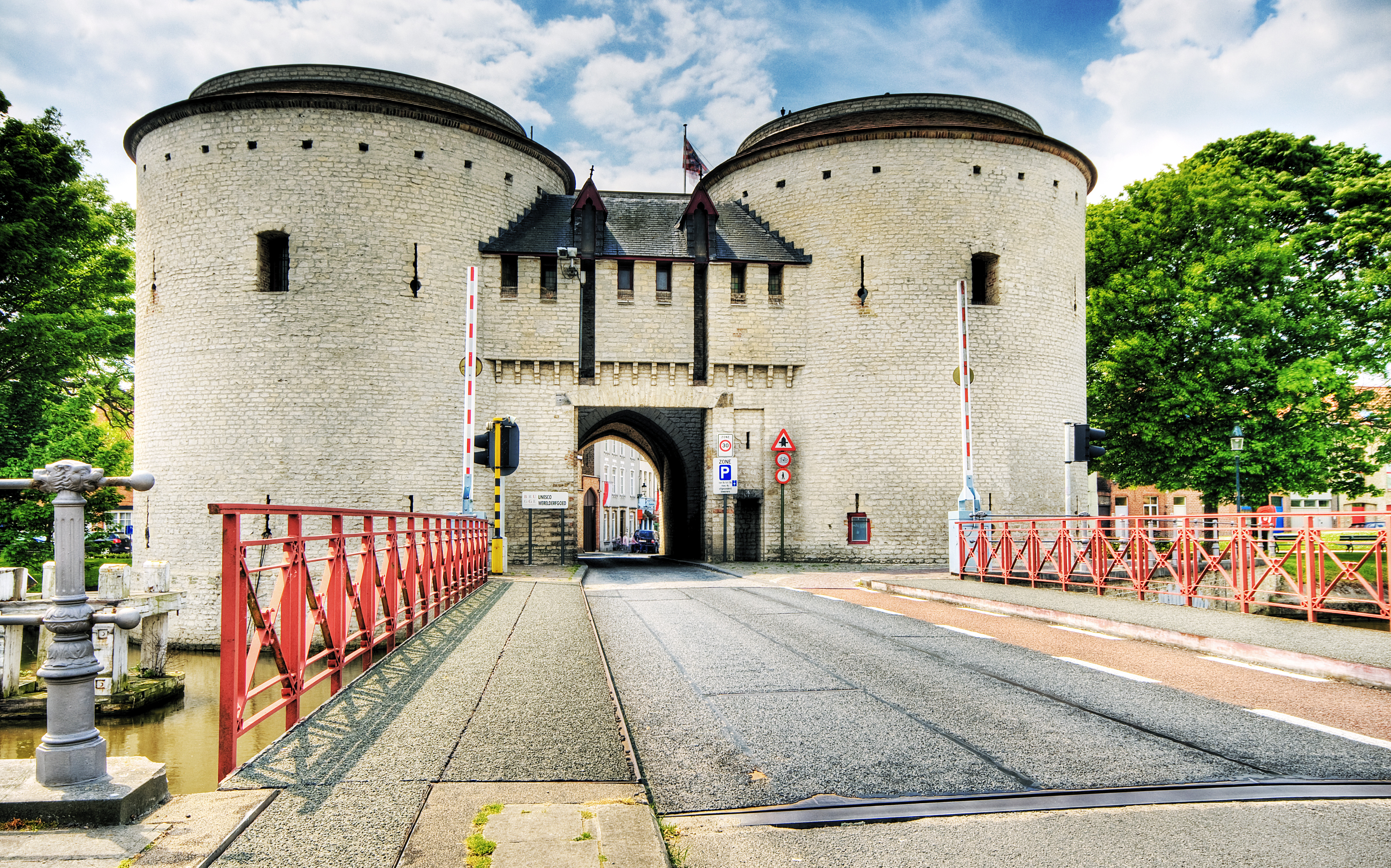
Kruispoort